# Astyanax ribeirae
Astyanax ribeirae är en fiskart som beskrevs av Eigenmann, 1911. Astyanax ribeirae ingår i släktet Astyanax och familjen Characidae. Inga underarter finns listade.